# Telstar 12V
Telstar 12V (Telsat 12 Vantage) ist ein kommerzieller Kommunikationssatellit der kanadischen Telesat.
Er wurde am 23. November 2015 um 6:50 UTC mit einer HIIA-Trägerrakete vom Tanegashima Space Center in eine geostationäre Umlaufbahn gebracht und soll Telstar 12 ersetzen. Er wurde original als Orion 2 gebaut, aber nach der Übernahme von Orion durch Loral Skynet (welche wiederum zu Telesat gehört) in Telstar 12V umbenannt.
Der dreiachsenstabilisierte Satellit ist mit 52 Ku-Band-Transpondern ausgerüstet und soll von der Position 15° West aus Nord- und Südamerika, Europa, den Mittleren Osten und Afrika sowie Meeresgebiete um Europa, in der Karibik und im südlichen Atlantik mit Telekommunikationsdienstleistungen/Fernsehen/Internet versorgen. Er wurde auf Basis des Satellitenbus Eurostar E3000 von Airbus Defence and Space gebaut und besitzt eine geplante Lebensdauer von 15 Jahren. Der Vertrag zum Bau des Satelliten wurde im August 2013 unterzeichnet.